# Johannes Quirin
Johannes Quirin (* 5. Juli 1976 in Saarbrücken) ist ein deutscher Autor, Podcast-Moderator und Unternehmer. Er wurde insbesondere durch seine Reiseführer und seinen Podcasts "Der Genusstalk mit Johannes Quirin " und "Film & Fressen - Der Podcast über Kino mit Geschmack" bekannt.

## Leben
Nach seinem Studium der Wirtschaftsinformatik an der ASW – Berufsakademie Saarland begann Quirin seine berufliche Laufbahn bei T-Systems International. Es folgten Stationen bei Euronics Deutschland und verschiedenen Verlagen, wo er sich auf digitale Transformation und E-Commerce spezialisierte.
Von 2012 bis 2023 leitete Johannes Quirin den Bereich Internet/Online beim Evangelischen Medienhaus GmbH. Parallel dazu war er als Geschäftsführer der it media Medienproduktionsgesellschaft GmbH (2017–2023) und der Kohelet 3 GmbH & Co. KG (2018–2023) tätig. Dabei war er unter anderem als Koproduzent für die Umsetzung von Blautopf VR, einem mit dem Deutschen Computerspielepreis ausgezeichneten VR-Spiel, verantwortlich.
Im Januar 2021 startete Quirin den Podcast Der Genusstalk mit Johannes Quirin, in dem er Gespräche mit Persönlichkeiten aus der Gastronomie führt. Die zweiwöchentlich erscheinenden Episoden behandeln Themen wie Weinbau, Käseherstellung und nachhaltige Gastronomie. Zu seinen Gästen zählen unter anderem Winzer, Gastronomen und Lebensmittelhandwerker. Über seinen Podcast wurde mehrmals im Zuge seiner regionalen Gäste aus dem Saarland in der Saarbrücker Zeitung berichtet.
Am 1. Juli 2025 startet sein neustes Podcastformat "Film & Fressen - der Podcast über Kino mit Geschmack". Gemeinsam mit dem Ernährungssoziologen Dr. Daniel Kofahl bespricht er darin im vierzehntägigen Rhythmus Filme, die dem Genre "Kulinarisches Kino" zuzuordnen sind.
Im Jahr 2022 gab Quirin sein Debüt als Autor mit Grüne Glücksorte in Stuttgart, das im Droste Verlag erschien. Seine Verbindung zu Portugal, die durch seinen Patenonkel bereits in jungen Jahren entstand, prägte sein späteres Werk Glücksorte in Porto (2023). Mit Geist und Füßen, erschienen im Belser Verlag, führte Quirin inhaltlich nach fast 20 Jahren wieder zurück ins Saarland und entdeckte für sein Wanderbuch Wege, die er vorher so nicht kannte. Sein Werk Weinorte in Franken wurde im Kultur- und Kommunikationszentrum (KuK) im Weinort Dettelbach gemeinsam mit dem Interessenverband Fränkisches Weinland und dem Präsident des Fränkischen Weinbauverbandes Artur Steinmann vorgestellt.
Von 04/2023 bis 03/2025 war Quirin Geschäftsführer einer PR-Agentur in Freudenstadt. Aktuell ist er Geschäftsführer eines Verlages im Bereich Gesundheit, Ernährung & Medizin.

## Veröffentlichungen
Bücher 
- Grüne Glücksorte in Stuttgart. Droste Verlag, Düsseldorf 2022, ISBN 978-3-7700-2191-8.
- Zu Fuß durch Stuttgart. Droste Verlag, Düsseldorf 2022, ISBN 978-3-7700-2348-6.
- Glücksorte in Porto. Droste Verlag, Düsseldorf 2023, ISBN 978-3-7700-2427-8.[14]
- Mit Geist & Füßen im Saarland. Belser-Verlag, Stuttgart 2024, ISBN 978-3-9890503-4-1.[9]
- Weinorte in Franken. Droste Verlag, Düsseldorf 2024, ISBN 978-3-7700-2560-2.
- Schwarzwald-Quiz. Grupello Verlag, Düsseldorf 2024, ISBN 978-3-89978-473-2.[15]

 Podcast 
- Der Genusstalk mit Johannes Quirin (seit 2021, zweiwöchentlich)[1]
- Film & Fressen - Der Podcast über Kino mit Geschmack (seit 07/2025, zweiwöchentlich, gemeinsam mit dem Ernährungssoziologen Dr. Daniel Kofahl)